# Ağzıbir
Ağzıbir è un comune dell'Azerbaigian situato nel distretto di Ağdaş. Conta una popolazione di 1 665 abitanti.